# Tullgrenella yungae
Tullgrenella yungae är en spindelart som beskrevs av Galiano 1970. Tullgrenella yungae ingår i släktet Tullgrenella och familjen hoppspindlar. Inga underarter finns listade i Catalogue of Life.